# Acanthophysium apricans
Acanthophysium apricans är en svampart som först beskrevs av Hubert Bourdot, och fick sitt nu gällande namn av Gordon Herriot Cunningham 1963. Acanthophysium apricans ingår i släktet Acanthophysium och familjen Stereaceae.   Inga underarter finns listade i Catalogue of Life.